# Swing trading

Le swing trading ou la spéculation sur l'amplitude est une stratégie de spéculation dans les marchés financiers où un actif négociable est tenu seulement quelques jours pour profiter des variations de son cours,. Le swing trading dure généralement plus d'une journée, mais est plus court que les stratégies d'investissement qui peuvent détenir un actif pendant des mois ou des années. Le profit peut être recherché par l'achat ou la vente à découvert d'un actif. Les indicateurs de momentum (par exemple, le plus haut/bas sur 52 semaines) sont largement utilisés par les analystes financiers dans leur stratégie d'achat et de vente.

## La méthode duswing trading
L'utilisation d'un ensemble de règles mathématiques objectives est une méthode commune pour les spéculateurs utilisant la stratégie Swing pour éliminer les aspects subjectifs, émotionnels, et une analyse intensive du swing trading. Les règles de trading peuvent être utilisées pour créer un algorithme de trading ou « trading system » en utilisant l'analyse technique ou l'analyse fondamentale afin de donner des signaux d'achat et de vente.
Les approches simplifiées comprennent la stratégie d'Alexander Elder, qui mesure le comportement de la tendance des prix d'un instrument en utilisant trois moyennes mobiles différentes des prix de clôture. L'instrument est tradé sur le long terme seulement lorsque les 3 moyennes sont alignées dans une direction ascendante, et tradé à court terme lorsque les trois moyennes se déplacent vers le bas. Cependant, les algorithmes de trading peuvent perdre leur potentiel de profit: "maintenant, c'est une course aux armements. Tout le monde construit des algorithmes plus sophistiqués, et plus la concurrence existe, plus les profits sont petits,» observe Andrew Lo, directeur du laboratoire d'ingénierie financière, pour l'institut technologique du Massachusetts.
Identifier quand entrer et quand sortir d'une opération de trading est le principal défi pour toutes les stratégies du swing. Cependant, les swing traders n'ont pas besoin d'un timing parfait— acheter au plus bas et vendre au plus haut pour faire du profit. Les faibles gains constants qui impliquent des règles strictes de gestion de l'argent peuvent s'aggraver au fil du temps.Il est généralement entendu  que des modèles mathématiques et des algorithmes ne fonctionnent pas pour chaque instrument ou pour chaque situation de marché.

## Les risques
Les risques en swing trading sont proportionnels à la spéculation du marché en général. Le risque de perte dans le Swing trading est important puisque le cours des actifs est en mouvement, par rapport à un marché haussier ou à un marché baissier qui se déplace clairement dans une direction spécifique.

## Further reading
- Alan S. Farley, The Master Swing Trader : Tools and Techniques to Profit from Outstanding Short-Term Trading Opportunities, 2000, 443 p. (ISBN 0-07-136309-2)
- Jon D. Markman, Swing Trading : Power Strategies to Cut Risk and Boost Profits, 2003, 320 p. (ISBN 0-471-20678-4)